# Chiesa delle Sante Orsola ed Elisabetta
La chiesa delle Sante Orsola ed Elisabetta, a Sommariva del Bosco, venne edificata all'inizio del secolo XVII in stile barocco. Un tempo era consacrata a sant'Orsola e a sant'Elisabetta d'Ungheria.

## Storia
Scarse sono le notizie storiche riguardanti la data di costruzione della Confraternita detta dell “Orsole” e sulla chiesa di Sant'Orsola e Sant'Elisabetta (inizio secolo XVII). Varcando un portale in legno intagliato e scendendo due gradini, si entra nella chiesa di Sant'Orsola. Lo slancio verticale è accentuato da pilastri che, addossati alle pareti, accompagnano lo sguardo fin dove la trabeazione incontra le forme curve del soffitto, interamente decorato con motivi geometrici: cassettoni con rosette, greche, anfore azzurre con ghirlande dorate e finti marmi sulle arcate che dividono la volta in tre parti, ciascuna affrescata. Una piccola scala in pietra porta al pulpito ligneo o anche a una stanza posta proprio sopra la sacrestia, in origine, luogo di ritrovo per “donne e fanciulle” appartenenti alla confraternita. All'esterno si può cogliere il complesso gioco di piani orizzontali e verticali che, intersecandosi, danno origine a una gran quantità di forme rettangolari, in cui sono inserite: nella parte superiore, nicchie vuote sormontate da piccoli timpani triangolari e una finestra a tutto sesto con timpano a mezzo luna, affiancato da finte semicolonne; nella parte inferiore, l'ingresso archiviato, sormontato da un dipinto, che raffigura “S.Orsola e S.Angela Maria Merici”, il tutto ancora incorniciato da coppie di finte semicolonne con capitelli di ispirazione ionica. La chiesa, ormai sconsacrata, ospita periodicamente esposizioni d'arte e mostre. Oggi ogni terza domenica di maggio si tiene “Rosa Rosae” mostra concorso delle più belle rose dei giardini sommarivesi: ogni anno la rosa più bella è donata al sommarivese più giovane mentre la composizione più elegante è donata al cittadino più anziano.